# 1982 (2013년 영화)
《1982》는 미국에서 제작된 타미 올리버 감독의 2013년 드라마 영화이다. 웨인 브래디 등이 주연으로 출연하였다.

## 출연

### 주연
- 웨인 브래디
- 퀸튼 아론
- 라 라 앤서니

### 조연
- 샤론 릴
- 오마 벤슨 밀러
- 엘리스 닐
- 보킴 우드바인
- 힐 하퍼
- 루비 디
- 데이빗 비안치
- 크리스토퍼 만
- 숀 폴 코스텔로